# Завадов (Мостисская городская община)
Завадов (укр. Завадів) — село в Мостисской городской общине Яворовского района Львовской области Украины.
Население по переписи 2001 года составляло 41 человек. Занимает площадь 0,431 км². Почтовый индекс — 81330. Телефонный код — 3234.